# أولوية الوصول
أولوية الوصول وتسمى أيضا بمن يأتي أولاً، يُخدم أولاً (بالإنجليزية: First come, first served)‏ هي سياسة في خدمة العملاء والزبائن أولاً بأول بحسب موعد وصولهم. فطوابير الانتظار في كثير من المؤسسات ما هي إلا انعكاس لهذه السياسة، والتي بدورها تلغي العنصرية في الخدمة، فمن يأتي أولاً يخدم أولاً بغض النظر عن كونه فقيرًا أو غنيًا، ذا منزلة اجتماعية مرموقة أو بلا. هذه الطريقة غير مناسبة وحدها في المستشفيات ودور الرعاية، فينظر إلى حالة المريض لقياس الأولوية أيضًا. بعض شركات الطيران توظف هذه السياسة، فلا تحجز المقاعد إلا قبل ساعات معدودة من الرحلة بحسب قدوم المسافرين كما هو الحال مع الفئة الاقتصادية من الخطوط الجوية اليمنية.

## اقرأ أيضاً
- نظرية ترتيب الأولويات